# Garidmagnai Bayasgalan
Garidmagnai Bayasgalan (Ulán Bator, 17 de septiembre de 1985) es un futbolista de Mongolia que juega como defensa para el Mazaalai de la Niislel League de Mongolia.

## Trayectoria
Bayasgalan debutó en el 2003 con el Mazaalai; permaneciendo en dicho club hasta el 2006. Al año siguiente, fue contratado por el Erchim, en donde jugó por tres temporadas, para al año siguiente, regresar a su club de origen.
Tras una temporada, luego volvió a formar parte del Erchim, en donde sigue jugando hasta la actualidad.

## Selección nacional
Garidmagnai Bayasgalan debutó con su selección el 22 de febrero de 2003 en un partido contra Macao, válido de la Etapa Preliminar de la Copa del Este de Asia de 2003 que terminó con derrota de Mongolia por 2-0.
Marcó su primer gol con la selección el 23 de junio de 2007 contra Guam. Marcó el cuarto gol en la victoria 5-2 de Mongolia, en el partido por el quinto lugar de la Segunda Ronda de la Copa del Este de Asia de 2008. Su segundo gol lo marcó ante Filipinas el 15 de marzo de 2011 en un partido que acabó con victoria mongola por 2-1. 
Ha jugado con su selección en las ediciones clasificatorias a la Copa Mundial del 2006, 2010 y 2014.

## Clubes
| Club     | País     | Año         |
| -------- | -------- | ----------- |
| Mazaalai | Mongolia | 2003 - 2006 |
| Erchim   | Mongolia | 2007 - 2009 |
| Mazaalai | Mongolia | 2009 - 2010 |
| Erchim   | Mongolia | 2010 -      |